# Bonwill-Klammer

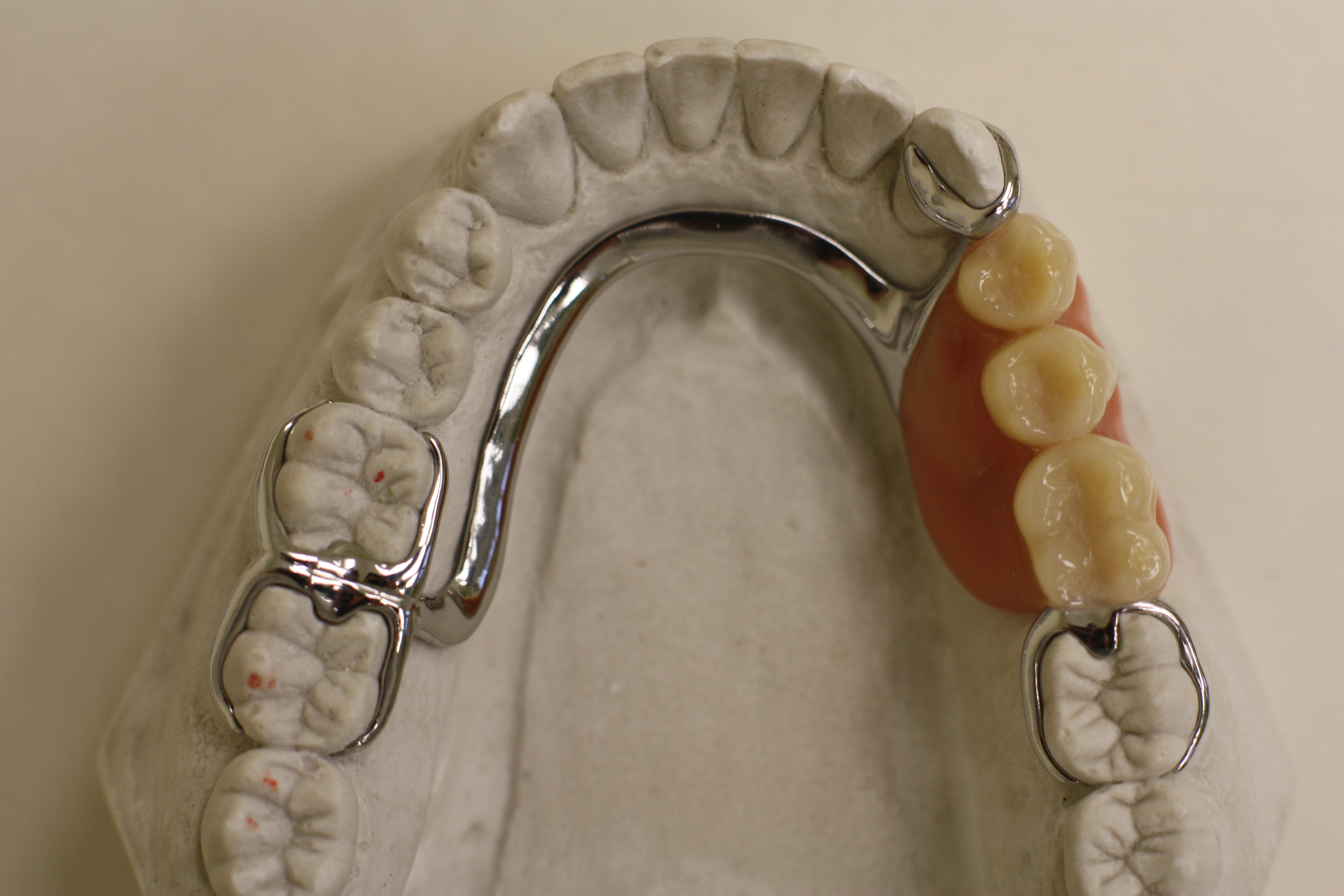
Unterkiefer Teilprothese mit Bonwill-Klammer (links)

Die Bonwill-Klammer dient zur Befestigung einer Teilprothese an vorhandenen Zähnen. Sie ist eine Auflageklammer – durch Zusammenfassung zweier Doppelarmklammern mit Auflage zu einer Klammer – die zwei nebeneinander stehende Zähne umfasst. Sie ist eine Modifikation der Klammer nach Ney. Die Klammer ist nach ihrem Entwickler William Gibson Arlington Bonwill benannt.
Die Bonwill-Klammer ist ein Teil des Gerüsts einer Modellgussprothese und wird aus einer Chrom-Cobalt-Molybdän-Legierung gegossen.